# Gazprom
PAO Gazprom (in russo ПАО «Газпром»?) è una multinazionale russa, controllata dal Governo della Federazione Russa, attiva nel settore energetico-minerario ed in special modo nell'estrazione e vendita di gas naturale. Ha sede nel grattacielo Lachta-centr di San Pietroburgo.
Vendite annuali superiori ai 120 miliardi di dollari la rendono la più grande azienda di gas naturale quotata in borsa e la 40ª azienda al mondo per fatturato, nonché la principale società russa per fatturato. Il nome Gazprom è una combinazione delle parole russe Gazovaja Promyšlennost' (in russo газовая промышленность?, traducibile letteralmente come "industria del gas"). Essa conta per circa il 70% della produzione russa di gas naturale e ha riserve che ammontano a 18.991 km³, controllando altresì il 18% delle riserve mondiali di gas conosciute.
Dopo l'acquisizione della compagnia petrolifera Sibneft, Gazprom, con riserve di 119 miliardi di barili, si pone subito dopo Arabia Saudita, con 263 miliardi di barili e Iran, con 134 miliardi di barili, come il maggior possessore mondiale di petrolio e petrolio equivalente in gas naturale.
Dalla fine del 2004 Gazprom è il solo fornitore di Bosnia ed Erzegovina, Estonia, Finlandia, Macedonia del Nord, Lettonia, Lituania, Moldavia e Slovacchia, oltre ad aver fornito il 97% del gas della Bulgaria, 89% dell'Ungheria, l'86% della Polonia, quasi i tre quarti di quello della Repubblica Ceca, il 67% della Turchia, il 65% dell'Austria, circa il 40% della Romania, il 36% della Germania, il 27% dell'Italia e il 25% della Francia. L'Unione europea otteneva circa il 25% delle sue forniture di gas da questa compagnia.
Oltre alle sue riserve di gas ed alla rete di condutture più lunga al mondo con i suoi 158.200 km, controlla anche società bancarie, di assicurazioni, mediatiche, di costruzioni ed agricole.
Con 270 miliardi di dollari statunitensi di capitalizzazione azionaria del maggio 2006, Gazprom è la terza compagnia al mondo seguendo questo criterio di ordinamento.
Gazprom è inoltre proprietaria (ed anche sponsor) della squadra di calcio dello Zenit San Pietroburgo.
È stata anche nel recente passato sponsor della Stella Rossa e della UEFA Champions League, e per varie stagioni sponsor del team di Formula 1 Minardi.

## Storia

### 1989-1992: Fondazione
In seguito alla scoperta di enormi riserve di gas in Siberia e nella regione del Volga tra gli anni settanta ed ottanta, l'Unione Sovietica divenne uno dei maggiori produttori di gas. Esplorazioni, sviluppo del settore e distribuzione erano governati da un apposito ministero. Nel luglio 1989 il Presidente Michail Gorbačëv unì i ministeri del petrolio e del gas come parte delle sue riforme economiche, e più tardi nominò Gazprom ente responsabile per la produzione, la distribuzione e la vendita di gas. (Gazprom è la contrazione di 'Газовая промышленность' (Gazovaja Promyšlennost), che significa 'industria del gas'.) Viktor Černomyrdin era a capo di Gazprom.
Dopo il crollo dell'Unione Sovietica nel 1991, Gazprom perse gran parte dei suoi possedimenti fuori dalla Russia - un terzo delle condutture e un quarto della sua capacità di compressione.

### 1993-1997: Privatizzazione
Dopo che il nuovo presidente Boris El'cin ebbe nominato Černomyrdin suo Primo Ministro nel dicembre 1992, l'influenza politica di Gazprom si accrebbe notevolmente.
Dal momento che il nuovo governo stava approntando riforme economiche, Gazprom iniziò a essere privatizzata, divenendo una società per azioni in seguito al Decreto del Presidente della Federazione Russa del 5 novembre 1992 e la Risoluzione del Consiglio dei ministri della Federazione Russa del 17 febbraio 1993, ed iniziando a distribuire azioni secondo il metodo dei buoni, in cui ciascun cittadino russo riceveva buoni per comprare azioni della vecchia azienda di Stato. Tuttavia, il commercio di tali azioni fu fortemente regolato, ed il regolamento interno della compagnia proibiva agli stranieri di possedere più del 9% delle azioni.
Gazprom conquistò lentamente credibilità presso il mercato azionario occidentale con un'offerta dell'1% del suo capitale azionario agli stranieri nell'ottobre 1996 e con un legame finanziario riuscito per un valore di 2,5 miliardi di dollari nel 1997.
Nel secondo incontro annuale degli azionisti il 31 maggio 1996, Aleksandr Kazakov, il presidente del Comitato delle proprietà statali russe, fu nominato presidente del comitato direttivo, poiché la legge russa sul JSC richiedeva che tale posizione e quella analoga al collegio azionario fossero occupate da persone differenti.

### 1998-2000: Scandali
Nel 1998 Černomyrdin fu licenziato dalla carica di Primo Ministro dal presidente Boris El'cin. Allo stesso tempo, il governo russo iniziò improvvisamente a richiedere il pagamento delle tasse arretrate da Gazprom. Quando i creditori iniziarono a sequestrare i possedimenti di Gazprom, la società si riebbe e pagò. I registri della società iniziarono mostrando inizialmente una perdita. Le ragioni sono poco chiare e possono essere spiegate dall'invecchiamento della rete di condutture, da una dirigenza che stava divenendo sempre più corrotta, o da perdite preesistenti che comparvero per resoconti di polizza più trasparenti.
Gazprom condusse transazioni dubbie con la compagnia Itera e con una joint-venture Gazprom/Itera, Purgaz, negli ultimi anni novanta, che a quanto si suppone andò a vantaggio di vari membri della dirigenza e dei loro parenti. In aggiunta, una asset-stripping of su larga scala di Gazprom andava avanti a corrompere la dirigenza e i membri del CdA attraverso varie transazioni che coinvolgevano una società figlia di Gazprom Stroitransgaz e la compagnia regionale del gas Sibneftegaz. L'auditor di Gazprom PwC ovviamente era a conoscenza e aveva coperto tali transazioni.
Il fondo di investimento Hermitage Capital Management, un azionista di minoranza di Gazprom, riportò riguardo agli scandali dell'Ottobre del 2000: "Gli investitori stanno valutando questa compagnia come se il 99% delle sue risorse fosse stata rubata. La figura reale è di circa il 10%, per cui è una buona notizia".
Nel quarto incontro annuale degli azionisti il 26 giugno 1998, Farit Gazizullin, il nuovo Presidente del Comitato per le Proprietà di Stato della Russia, è stato eletto presidente del Consiglio di Amministrazione.
Nel quinto incontro annuale degli azionisti del 30 giugno 1998, Viktor Černomyrdin lo sostituì in tale ruolo.
Nel settimo incontro degli azionisti, il 30 giugno 2000 (il sesto aveva avuto luogo il 26 agosto 1999), il capo deputato del amministrazione presidenziale Russa Dmitrij Medvedev occupò tale posizione.

### 2001-2004: Anni delle riforme
Il Presidente russo Vladimir Putin ha perseguito attivamente le riforme della dirigenza della compagnia negli anni successivi agli scandali, aiutato in questo dall'attivismo azionistico dell'A.D. dell'Ermitage William Browder e dal ministro delle finanze Boris Grigor'evič Fëdorov, scegliendo come direttore generale della Gazprom Invest Holdings Alisher Usmanov, che tenne la carica fino al 2014.
Il 30 maggio 2001, il Consiglio di Amministrazione rimpiazzò Rem Vjachirev, il cui contratto era scaduto, con Aleksej Miller come nuovo CEO per guidare le riforme; Rem Vjachirev fu spostato nella posizione di Presidente del Consiglio all'ottavo meeting degli azionisti del 29 giugno 2001, rimpiazzando temporaneamente Dmitrij Medvedev che divenne suo vice.
Nell'aprile 2001 Gazprom acquistò la rete NTV, l'unica televisione indipendente Russa posseduta dalla holding Media Most di Vladimir Gusinskij, il che causò grandi cambiamenti nella sua politica editoriale. L'8 novembre 2001 per decisione della corte di Mosca del 4 maggio 2001 un pacchetto azionario comprendente il 25% del capitale complessivo della holding Media Most è stata trasferita alla Gazprom Media, una holding mediatica fondata nel 1998 e posseduta da Gazprom (Nel 2006 è stata trasferita a Gazprombank, una filiale di Gazprom). Nel luglio del 2002 Gazprom Media acquisì tutte le azioni di Vladimir Gusinsky delle compagnie mediatiche della holding, che risultò nei cambiamenti drammatici delle loro politiche editoriali e la chiusura di alcune pubblicazioni. Nel giugno 2005 Gazprom Media acquistò anche l'influente quotidiano russo Izvestija.
Fino al 2004 il governo russo possedeva una quota del 38,37% dell'azienda, e manteneva la maggioranza nel consiglio direttivo. Gazprom forniva il 25% del gettito fiscale russo (più di 4 miliardi di US$ all'anno tra il 1993 e il 2003) e contava per l'8% del PNL della Russia. Gli investitori stranieri possono acquistare azioni Gazprom legalmente solo attraverso Azioni Depositarie, che costano di più delle azioni per gli investitori russi.
Nel 2004, il presidente Putin annunciò che Gazprom stava per acquisire la compagnia petrolifera statale Rosneft e che questo avrebbe potuto "eventualmente portare al rafforzamento delle restrizioni al possesso di azioni Gazprom da parte di investitori stranieri", dal momento che la quota di Gazprom posseduta dal governo russo sarebbe cresciuta dal 38,37% a una posizione di controllo.
Comunque, Gazprom è stata ostacolata sia nel suo intento di acquisire Rosneft, e nel suo precedente tentativo di acquistare un posto importante in Jukos, quando Jukos andò in bancarotta. Gazprom si ritirò dalla gara per l'acquisto di Jukos quando il governo russo lo mise all'asta nel dicembre 2004, lasciando alla maggiore gung-ho di Rosneft l'azienda. Dopo che Rosneft si fu appropriata di una tale e controversa posizione, le procedure per incorporarla in Gazprom divennero troppo complicate. Rosneft rimase quindi indipendente, per la gioia della sua dirigenza. Lo Stato rafforzò la sua partecipazione in Gazprom ad oltre il 50% pagando per una quota del 10,4%, portando così avanti la principale pre-condizione per l'abolizione delle restrizioni della proprietà straniera delle azioni Gazprom. Attualmente, il mercato sta ancora attendendo questo sviluppo.
Il 26 luglio 2004, Gazprom vendette il 49,979% del suo pacchetto che ammontava al 100% delle azioni di SOGAZ Ltd. gruppo di assicurazioni, ad un acquirente anonimo per 1,69 miliardi di rubli, ed un ulteriore 26% di SOGAZ nell'agosto 2004 per 879.3 milioni di rubli. Nel gennaio 2005 si scoprì che ABRos, una filiale della banca di Russia, aveva acquistato il 49,97% delle azioni di SOGAZ.

### 2005-2006
Nel giugno 2005 la Gazprombank, la Gazpromivest Holding, la Gazfond e la Gazprom Finance B. V., filiali di Gazprom, concordarono nel vendere il 10,7399% delle azioni alla compagnia statale Rosneftegaz per 7 miliardi di dollari statunitensi, ritenuto un prezzo ampiamente inferiore a quello di mercato, dal 25 dicembre, che, combinato con il 38% delle azioni possedute dal Comitato di Proprietà Statale, avrebbe dato allo Stato una posizione di controllo.
Nel settembre 2005, Gazprom acquistò il 72,633% della compagnia petrolifera Sibneft (ora Gazprom Neft) per 13,01 miliardi di dollari, anche grazie ad un prestito di 12 miliardi di dollari, che consolidava la posizione di Gazprom come gigante globale dell'energia e maggiore compagnia russa. Il giorno dell'accordo l'azienda fu valutata 69,7 miliardi di £/123,2 miliardi di dollari.
Gazprom è stata anche un'azienda rivelatasi fruttuosa per gli affari della criminalità organizzata; Le cellule della 'ndrangheta tedesca hanno investito molta liquidità nelle azioni Gazprom.
Struttura azionaria di Gazprom (dati del 5 settembre 2005):
- Comitato di proprietà statale russo (Rosimushchestvo) - 38,37315 %
- Rosneftegaz - 10,73985 %
- Gerosgaz - 2,92997 %
- E.ON Ruhrgas - 2,5 %
- Gazfond - 3,22159 %
- Nafta Moscow - 2,12502 %
- Bank of New York Candidati internazionali - 4,42218 %

#### Gazprom City
Il 15 novembre 2005, l'A.D. di Gazprom Aleksej Miller ed il governatore di San Pietroburgo Valentina Matvienko hanno annunciato che la Sibneft sta per costruire il Gazprom City business center che include grattacieli di 300 metri con il quartier generale dell'azienda situato sulla sponda destra del Fiume Neva davanti alla Cattedrale di Smolny a San Pietroburgo, nonostante gli attuali piani regolatori vietino la costruzione di edifici di altezza superiore a 42 metri (48 con apposita approvazione).

#### Lo scontro con Kiev
Il 1º gennaio 2006, alle 10:00 (fuso orario di Mosca), Gazprom bloccò le forniture di gas al mercato Ucraino, richiamando il governo di Kiev a pagare tariffe maggiorate che riflettono parzialmente la crescita globale dei prezzi di carburante.
Nella notte tra il 3 gennaio e il 4 gennaio 2006, Naftohaz Ukrainy e Gazprom negoziarono un accordo che ha risolto il conflitto sul prezzo del gas tra Russia e Ucraina, soddisfacendo entrambe le parti in causa.
Dal momento che lo Stato russo manteneva una posizione di controllo in Gazprom, all'inizio del 2006 la restrizione al 20% sugli investimenti stranieri fu abbandonata e Gazprom divenne totalmente aperta agli investitori stranieri.

#### Monopolista dell'export
Nell'aprile 2006, il valore di mercato di Gazprom era di 270 miliardi di US$.
Il 20 luglio 2006, viene pubblicata la legge federale russa sull'esportazione di gas che garantisce a Gazprom il monopolio nelle esportazioni di gas naturale (testo completo in Russo). È stata approvata pressoché all'unanimità dalla Duma il 5 luglio, dal Consiglio federale della Federazione Russa il 7 luglio e firmata da Vladimir Putin il 18 luglio
.

#### Lo scontro con Minsk
Il 3 aprile 2006, Gazprom annunciò che il prezzo del gas naturale erogato alla Bielorussia sarebbe triplicato dal 31 dicembre 2006. Nel dicembre 2006 Gazprom minacciò una sospensione delle forniture alla Bielorussia alle 10 a.m. ora di Mosca del 1º gennaio 2007, se questa non avesse acconsentito all'aumento quantificabile nel passaggio dai $47 ai $200 per 1,000 m³ oppure a cedere il controllo sulla sua rete di distribuzione. Gli analisti hanno suggerito che Mosca volesse penalizzare Aljaksandr Lukašėnka, Presidente della Bielorussia, per non aver rispettato i patti di un maggior legame con la Russia. Più tardi Gazprom ridimensionò l'aumento a $105 ma la Bielorussia rifiutò nuovamente l'accordo, affermando che in caso di interruzione delle forniture, avrebbe impedito a Gazprom l'accesso ai suoi gasdotti, il che avrebbe bloccato la fornitura di gas all'Europa. Comunque, il 1º gennaio 2007, appena poche ore prima dello scontro, Bielorussia e Gazprom siglarono un accordo dell'ultimo minuto. La Bielorussia accettò di pagare $100 per 1000 m³ nel 2007. In compenso, Gazprom ottenne il 50% delle azioni di Beltransgaz, la rete di gasdotti bielorussa. Immediatamente dopo la sigla di tale accordo la Bielorussia dichiarò una tassa di trasporto di $42/tonnellata per il passaggio del petrolio russo che attraversava i suoi territori.

#### L'acquisto della Sakhalin-II
Il 21 dicembre 2006, Gazprom prese il controllo del 50%-più-uno del pacchetto azionario del progetto Sachalin-II appartenente alla Royal Dutch Shell dopo che i responsabili russi ritirarono il permesso ambientale alla Sachalin-II il 18 settembre 2006, accusando la Sachalin-II di danni ai banchi di salmone. L'evento successivo è stato ampiamente interpretato come una mossa del governo russo per obbligare ad una rinegoziazione dell'accordo Sakhalin-II..

### 2007
Nel febbraio 2007 un gruppo di deputati della Duma propone di concedere alle compagnie statali Gazprom e Transneft il diritto di formare unità speciali armate. Il compito principale del nuovo corpo sarebbe stato proteggere le strutture di produzione e le infrastrutture per il trasporto. Tale proposta consentì agli ufficiali di Gazprom e Transneft di essere autorizzati all'uso di armi per auto-protezione e per l'esecuzione degli "obblighi di servizio”.
Aleksandr Medvedev ha annunciato che la compagnia mira a ottenere una capitalizzazione di mercato di 1 000 miliardi di US$ "in un periodo compreso tra sette e dieci anni", aggiungendo che: "vogliamo essere la compagnia più valutata e più capitalizzata del mondo."
Nel giugno 2007, la BP ha venduto il suo pacchetto di un giacimento di gas siberiano a Gazprom dopo che le autorità russe avevano messo in dubbio il diritto di BP ad esportare gas in mercati esterni a quello russo. Il 23 giugno 2007, i governi di Russia e Italia hanno siglato un memorandum di intesa per cooperare in una joint venture tra Gazprom ed Eni per costruire un gasdotto lungo 900 km al fine di trasportare 1.05 Tcf (30 miliardi di m³) di gas all'anno dalla Russia all'Europa. Il gasdotto meridionale si estenderà sotto il Mar Nero fino alla Bulgaria con una successiva biforcazione, di cui quella meridionale giungerà in Italia e quella settentrionale in Ungheria.
Il 1º agosto la società ha annunciato una riduzione del 45% delle forniture verso la Bielorussa dal 3 agosto per inadempienza contrattuale. Secondo Gazprom la Bielorussia dovrebbe alla società 465 milioni di dollari per le forniture del primo semestre e dato che lo Stato non avrebbe fornito garanzie certe sul pagamento del debito la società ha deciso di ridurre le forniture.

### 2022-2024
A seguito del conflitto ucraino, le importazioni di gas russo nell'Unione Europea sono crollate dai 135 miliardi di metri cubi/anno del 2022 agli 8 del 2024. L'Ucraina ha deciso di non rinnovare l'accordo quinquennale con la Russia per il passaggio del gas russo nel suo territorio, motivo per cui Gazprom ha interrotto le forniture all'Europa a partire dal gennaio 2025.

## Filiali
Lista incompleta per Paesi

### Russia

#### Proprietà 100%
- Astrakhangazpromz
- Bashtransgaz
- Burgaz
- Ecological and Analytical Center for the Gas Industry
- Gazpromexport
- Gazflot
- Gazkomplektimpex
- Gaznadzar
- Gazobezopasnost
- Gazoenergeticheskaya Kompaniya
- Gazpromavia
- Gazpromenergo
- Gazprominvestarena
- Gazprominvestholding
- Gazpromokhrana
- Gazpromrazvitiye
- Gazpromstroyengineering
- Gazsvyaz
- Informgaz
- Informgazinvest
- Irkutskgazprom
- IRTs Gazprom
- Kaspiygazprom
- Kavkaztransgaz
- Kubangazprom
- Lentransgaz
- Mostransgaz
- Mezhregiongaz
- Nadymgazprom
- Nadymstroygazdobycha
- NIIgazekonomika
- Novy Urengoy Gas Chemicals Company
- Noyabrskgazdobycha
- Science & Production Center Podzemgidromineral
- Orenburggazprom
- Permtransgaz
- Podzemgazprom
- Samaratransgaz
- Severgazprom
- Severneftegazprom – titolare delle licenze per sviluppare il campo Južno-Russkoe
- Sevmorneftegaz - titolare delle licenze per sviluppare i campi Štokman e Prirazlomnoe.
- Surgutgazprom
- Szhizhenny gaz
- Tattransgaz
- Temryukmortrans
- Tomsktransgaz
- TyumenNIIgiprogaz
- Tyumentransgaz
- Uraltransgaz
- Urengoygazprom
- Volgogradtransgaz
- Volgotransgaz
- VNIIGAZ
- Yamalgazinvest
- Yamburggazdobycha
- Yugtransgaz

#### Proprietà di oltre 50%
- Dialoggazservice
- Ditangaz
- Electrogaz
- Fora Gazprom
- Future Fatherland Fund
- Gazenergoservice
- Gazcom
- Gazmash
- Gazprombank
- Gazpromgeofizika
- Gazprom Neft
- GazpromPurInvest
- Gazpromtrubinvest
- Gaztelekom
- Giprogaztsentr
- Giprospetsgaz
- Krasnoyarskgazprom
- Orgenergogaz
- Promgaz
- SevKavNIPIgaz
- Sibur
- Tsentrenergogaz
- Tsentrgaz
- VNIPIgazdobycha
- Volgogaz
- Volgogradneftemash
- Vostokgazprom
- Zapsibgazprom
- Zarubezhneftegaz

#### Proprietà del 50% o meno
- Achimgaz (50%) - joint venture con BASF
- Caspian Oil Company
- GazAgroFriport
- Gaztransit
- Gaz-Truby
- Horizon Investment Company
- Novatek (9,4%)
- Prometey-Sochi
- RNKB
- Rosneftegazstroy
- Rosshelf
- SOGAZ Ltd. Insurance Group (100% prima del 2004)
- Stroytransgaz
- TsentrKaspneftegaz (50%) - joint venture con Lukoil per sviluppare il campo Central'naja nel Mar Caspio (in joint venture con KazMunayGas)
- Tyumen Hotel
- Vega Investment Company
- VIP-Premier
- Vologdapromresurs
- YuzhNIIGiprogaz
- Zavod TBD

### Armenia
- Armrosgazprom (80%)

### Austria
- GHW (50%)
- ZGG-Zarubezhgazneftechim Trading GmbH
- ZMB Gasspeicher Holding GmbH (66,67%)

### Bielorussia
- Belgazprombank (50%)

### Bulgaria
- Topenergo (100%)
- Overgas (50%)

### Cipro
- Leadville Investments Ltd

### Repubblica Ceca
- Gas-Invest S.A. (37,5%)
- Vemex s.r.o. (33%)

### Estonia
- Eesti Gaas AS (37,02%)

### Finlandia
- Gasum Oy (25%)
- North Transgas Oy (100%) - era un'impresa per la progettazione e la costruzione del gasdotto Nord Stream

### Francia
- Frangaz (50%)

### Germania
- Agrogaz GmbH (100%)
- Ditgaz (49%)
- Gazprom Germania GmbH (100%)
- Wingas GmbH (35%) – una joint venture con Wintershall, sussidiaria di BASF
- Winthershall Erdgas Handelshaus GmbH & Co. KG (50%)
- ZMB GmbH (100%)

### Grecia
- Prometheus Gaz (50%)

### Ungheria
- Panrusgas Rt (40%)
- Borsodchem (25%)
- TVK (13,5%)
- DKG-EAST Co (38,1%)

### Italia
- Volta SpA (49%)
- Promgas (100%), ribattezzata Gazprom Italia S.P.A. dal 25 Gennaio 2018

### Kazakistan
- KazRosGaz (50%) - joint venture con KazMunayGas

### Kirghizistan
- Munai Myrza

### Lettonia
- Latvijas Gāze (34%)

### Lituania
- Lietuvos Dujos (37,1%)
- Kaunas CHP (100%)
- Stella Vitae (30%)

### Moldova
- Moldovagaz

### Paesi Bassi
- BSPS B.V. (50%) - operatore del gasdotto Blue Stream
- Gazprom Finance B.V.
- PeterGaz B.V.

### Polonia
- EuRoPol Gaz (48%) – operatore del tratto polacco del gasdotto Jamal-Europa

### Romania
- WIROM (25%)

### Serbia
- JugoRosGaz (75%)
- Progress Gas (50%)
- Naftna Industrija Srbije (51%)

### Slovacchia
- Slovrusgas (50%)
- SPP (16,3%)

### Slovenia
- Tagdem (7,6%)

### Svizzera
- Baltic LNG AG (80%)
- Nord Stream AG (51%) – operatore del gasdotto Nord Stream
- ZMB (Schweiz) AG (100%)

### Turchia
- Bosphorus Gaz Corporation AS (40%)
- Turusgaz

### Ucraina
- YuzhNIIgiprogaz

### Regno Unito
- Gazprom Marketing and Trading Limited (GM&T) (100%)
- Interconnector (UK) Limited (10%) - operatore del gasdotto Interconnector